# Plynový měchýř

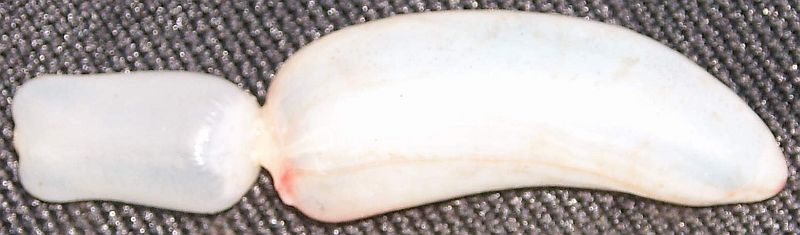
Plynový měchýř plotice obecné

Plynový měchýř (někdy též plovací měchýř) je hydrostatický orgán kostnatých ryb a umožňuje rybám se volně vznášet v různých hloubkách. Tento orgán se pravděpodobně vyvinul z primitivních plic a vzniká během embryonálního vývoje vychlípením z trávicí trubice. Nemají jej však všechny druhy, u některých, jako například u vranek, zaniká již během vývoje embrya.
Poměrně jednoduchý plynový měchýř se vyskytuje u ryb z čeledi jeseterovitých nebo třeba lososovitých, který je tvořen jednou komorou spojenou se střevem. U kaprovitých ryb je měchýř rozdělen zaškrcením na dvě propojené komory. U těchto skupin dochází ke změně tlaku plynů poměrně snadno přijímáním polknutého vzduchu ze střeva nebo naopak jeho vypuzením. Naopak okounovití pak již nemají plynový měchýř se střevem nijak propojen. Tyto ryby pak musí regulovat tlak plynů v měchýři za pomoci silně prokrvené postranní komory.
Plynový měchýř může mít u různých skupin ryb specifická přizpůsobení. Například pomocí Weberova ústrojí dochází k propojení s vnitřním uchem a plynový měchýř tak slouží jako rezonátor zlepšující sluch ryby. U jiných druhů může sloužit třeba jako pomocný dýchací orgán.
Plynový měchýř se lidově nazývá duše.